# Work It (film)
Work It è un film del 2020 diretto da Laura Terruso.
Il cast include l'attrice e cantante Sabrina Carpenter nel ruolo della protagonista Quinn Ackerman, nonché altri volti noti del mondo dello spettacolo come Liza Koshy, Keiyan Lonsdale e Jordan Fisher. Il film è stato distribuito in esclusiva da Netflix.

## Trama
Quinn è una ragazza estremamente studiosa, con un curriculum decisamente degno di nota e intenzionata ad iscriversi alla Duke, una delle università più importante del sud degli Stati Uniti. Oltre a studiare molto, fare da volontaria in una casa di riposo e studiare uno strumento, Quinn fa da addetta a luci e suono alla compagnia di ballo della sua scuola: proprio mentre è sul posto, Quinn inizia a fantasticare e versa per sbaglio del caffè sulle attrezzature, finendo per rovinare una performance fino a quel momento perfetta dei ballerini. Per questo, il borioso ballerino Juliard la caccia per sempre dalla sala. Come se non bastasse, il primo colloquio d'ammissione per l'università non va come pensava: la responsabile delle ammissioni la trova noiosa ed afferma di desiderare altri tipi di studenti. Quinn si ritrova così a mentirle, affermando di essere fra le ballerine della sua scuola: per cercare di riparare al misfatto chiede aiuto alla sua migliore ed unica amica Jasmine, che insegue da tempo il sogno di diventare una ballerina professionista, e mente a sua madre circa quanto accaduto durante il colloquio.
Jasmine cerca di allenare Quinn affinché possa superare le audizioni indette da Juliard, ma la performance è un fiasco. Quinn ciononostante non si dà per vinta e, facendo leva sull'insofferenza che anche Jasmine prova per Juliard, la convince a mettere su un nuovo gruppo di ballo. Le ragazze reclutano dunque svariati ragazzi della propria scuola che pur sapendo ballare molto bene non hanno mai inseguito questo sogno, puntando anche su tipi molto sui generis, ma soprattutto cercano di assumere come coreografo il grande Jake Taylor, ex miglior ballerino d'America che ha smesso di praticare la professione in seguito ad un infortunio. Il coreografo è molto scettico, ma il carisma di Quinn sembra attirarlo; per questo accetta di far allenare la squadra nella palestra in cui lui stesso lavora e promette che farà loro da coreografo a patto che riescano da soli ad aggiudicarsi un posto nella competizione di fine anno. Per allenarsi il gruppo si esibisce presso la casa di riposo in cui Quinn fa da volontaria, causando così la morte di un anziano. La posta in gioco sembra inarrivabile per loro ma, poiché uno degli altri team ha infranto inavvertitamente una delle regole del concorso, riescono a raggiungerla.
A questo punto, Jake diventa effettivamente il coreografo del gruppo: Juliard non ci sta e, a causa anche della frustrazione provata per essere stato rifiutato da un'accademia di danza, fa sì che il capo di Jake scopra che il ballerino sta usando la palestra per far esibire delle persone gratis. In questo modo, Jake viene licenziato e decide di non coreografare più il gruppo di Quinn. Come se non bastasse, l'impegno per la danza fa crollare i voti di Quinn, la donna per colpa della quale la ragazza aveva dovuto impegnarsi con la danza è stata allontanata dalla sua posizione di lavoro e soprattutto l'ennesima svista fa guadagnare all'ex studentessa modello una sospensione dalla scuola. A questo punto, Quinn si ritrova costretta a rivelare la verità a sua madre ed a interrompere l'esperienza della danza, causando l'ira di Jasmine. Ciononostante, dopo alcuni giorni una vecchietta della casa di riposo fa capire a Quinn come non abbia senso passare la sua intera giovinezza sui libri: la ragazza inizia finalmente a percepire un enorme amore per la danza e, dopo aver improvvisato una performance nell'ospizio, si precipita da Jake e corona finalmente l'attrazione già sbocciata fra i due.
Recuperata anche Jasmine, che nel frattempo aveva ricominciato a lavorare con Juliard, il gruppo si ricostituisce ed inizia a fare le prove presso la casa di riposo mentre tutti i suoi ospiti (o quasi) dormono. Tutto sembra andare per il meglio, ma quando la madre di Quinn scopre cosa sta accadendo cerca di impedire alla ragazza di presentarsi alla performance finale: per la prima volta, tuttavia, Quinn si ribella alla donna e prende per la prima volta la macchina da sola per arrivare da sola al teatro dove dovrà esibirsi. Quando Quinn arriva sul posto la performance è già iniziata, ma ciononostante Jake riesce a farla salire sul palco in maniera tale che questo imprevisto non venga notato dal pubblico: la performance si rivela grandiosa, e il gruppo riesce a vincere la competizione. In seguito alle performance, Quinn, Jasmine e Juliard ricevono delle ottime proposte da parte di varie università. Dopo quest'esperienza, Juliard depone l'ascia di guerra, Jasmine è pronta per provarci sul serio con un commesso di un negozio di materassi da cui si sente profondamente attratta e Quinn e Jake hanno finalmente tutta la tranquillità che gli serve per portare avanti serenamente la loro relazione.

## Produzione
Il film è stato annunciato nel 2019. Le riprese si sono svolte appena dopo l'annuncio ufficiale presso svariati campus universitari canadesi e statunitensi: University of Toronto (St. George Campus), Humber college Lakeshore Campus, Toronto, York University Keele, California State University,

## Pubblicazione
Il film è stato distribuito su Netflix in tutto il mondo a partire dal 7 agosto 2020. Durante il primo weekend dalla sua pubblicazione, il film è risultato il più guardato in assoluto sulla piattaforma.

## Colonna sonora
Il film include sia brani interpretati dai membri del cast Sabrina Carpenter e Jordan Fisher che canzoni di altri artisti. Fra i brani inclusi, sono infatti presenti: Wow di Zara Larson feat. Sabrina Carpenter, Break My Heart e Cool di Dua Lipa, Motivation di Normani, Let Me Move You di Sabrina Carpenter (incisa appositamente per il film), Get on Your Feet di Gloria Estefan, Thinkin Bout You di Ciara e Mess di Jordan Fisher.

## Accoglienza
Secondo l'aggregatore di recensioni Rotten Tomatoes, Work It ha ottenuto l'85% degli apprezzamenti e un voto di 6,2 su 10 sulla base di 26 recensioni. Su Metacritic il film ha invece ottenuto un punteggio di 58 su 100.